# Мужская сборная Чехии по баскетболу
Мужская сборная Чехии по баскетболу — национальная сборная Чехии, представляющая Чехию на международных соревнованиях по баскетболу. Является правопреемницей мужской сборной Чехословакии по баскетболу.

## Состав
Состав был объявлен 8 июля 2021. Возраст игроков приведён по состоянию на 25 июля 2021.
| Перейти к шаблону «Состав сборной Чехии по баскетболу» | Состав сборной Чехии по баскетболу |  |

| Поз. | №  | Имя               | Дата рождения (возраст)   | Рост   | Клуб                |
| ---- | -- | ----------------- | ------------------------- | ------ | ------------------- |
| Ф/Ц  | 1  | Патрик Ауда       | 29 августа 1989 (31 год)  | 206 см | Йокогама Б-Корсейрз |
| РЗ   | 4  | Томаш Выорал      | 28 сентября 1992 (28 лет) | 190 см | Пардубице           |
| РЗ   | 8  | Томаш Саторанский | 30 октября 1991 (29 лет)  | 201 см | Чикаго Буллз        |
| Ф    | 11 | Блэйк Шильб       | 23 декабря 1983 (37 лет)  | 199 см | УСК                 |
| Ц    | 12 | Ондржей Балвин    | 20 сентября 1992 (28 лет) | 217 см | Бильбао             |
| РЗ   | 13 | Якуб Ширина       | 21 ноября 1987 (33 года)  | 186 см | Опава               |
| ТФ   | 15 | Мартин Петерка    | 12 января 1995 (26 лет)   | 203 см | Брауншвейг          |
| З/Ф  | 17 | Яромир Богачик    | 26 мая 1992 (29 лет)      | 197 см | Страсбур            |
| З    | 19 | Ондржей Сегнал    | 10 октября 1997 (23 года) | 190 см | УСК                 |
| ЛФ   | 23 | Лукаш Пализа      | 10 ноября 1989 (31 год)   | 203 см | Нимбурк             |
| Ф/Ц  | 24 | Ян Веселы         | 24 августа 1990 (30 лет)  | 213 см | Фенербахче          |
| АЗ   | 25 | Давид Елинек      | 7 сентября 1990 (30 лет)  | 197 см | Андорра             |

## Результаты
Чемпионат Европы
- 1999 — 12 место
- 2007 — 15 место
- 2013 — 14 место
- 2015 — 7 место
- 2017 — 20 место
- 2022 — 16 место

Чемпионат мира
- 2019 — 6 место

Олимпийские игры
- 2020 — 9 место